# Аллен, Эдрианн
Эдрианн Аллен (англ. Adrianne Allen; 7 февраля 1907, Манчестер, Ланкашир, Англия — 14 сентября 1993, Монтрё, Швейцария) — британская театральная актриса
, игравшая на лондонской и бродвейской сцене, также появилась в нескольких фильмах и телесериалах с 1930 по 1955 годы. Она была настоящим мастером легких комедий.

## Биография
Эдрианн Аллен родилась 7 февраля 1907 года в Манчестере, Англия, в семье Джона и Маргарет Аллен. Училась в Германии и Франции. Изучала актерское мастерство в Королевской академии драматического искусства. Ее выпускной спектакль, состоялся в 1926 году, привлек внимание актера, продюсера и режиссера Бэзила Дина. Он предложил молодой актрисе роль Нины Ванситтарт в пьесе Ноэла Кауарда «Легкое поведение».
Ее первое появление на сцене театра в Вест-Энде произошло в 1930 году, когда Эдрианн сыграла Сибил Чейз в постановке «Частная жизнь». В 1935 году Эдрианн Аллен сыграла Элизабет Беннет в бродвейской постановке «Гордость и предубеждение». Критики высоко оценили ее безупречное исполнительское мастерство.
В 1948 году Эдрианн Аллен настолько тонко сыграла жену и мать в пьесе «Эдвард, мой сын», что сцену, в которой она подвергается издевательствам со стороны мужа, назвали одним из важнейших достижений года на Бродвее. В 1956 году она сыграла заботливую мать, которая пытается выдать свою дочь, в комедии «Дебютантка поневоле».
С 1958 года актриса завершила свою карьеру и больше не появлялась ни на сцене, ни на экране.

## Личная жизнь
С 1929 по 1939 год была замужем за актёром Рэймондом Мэсси. Их дети, Анна Мэсси и Дэниел Мэсси, также стали актёрами. В 1939 году вышла замуж за Уильяма Дуайта Уитни, с которым была в браке до его смерти в 1973 году.